# Abubakar Shariff Ahmed
Abubakar Shariff Ahmed (geboren um 1961 in Mombasa; gestorben am 1. April 2014 in Shanzu Law Courts bei Mombasa, Kenia) war ein kenianischer radikalislamischer Geistlicher.
Shariff, auch bekannt als Makaburi (Swahili, übersetzt: „Gräberfeld“), wurde von der UN als Angehöriger der al-Shabaab-Gruppe, einer islamistischen militanten al-Qaida-Bewegung, eingestuft. Er galt als Mitglied der Gruppe Al-Hijra. Ferner galt er als enger Mitstreiter von Aboud Rogo. Er war Meinungsmacher für Osama bin Laden und wurde mit mehreren Terrorattacken, wie dem Überfall auf das Westgate-Einkaufszentrum 2013, in Zusammenhang gebracht. Sein Name stand seit August 2012 auf der Sanktionsliste der Vereinten Nationen.
Er wurde am 1. April 2014 in der Nähe eines Gefängnisses von Unbekannten durch Schüsse in Kopf und Körper getötet. Er sollte sich dort melden, um von hier aus eine Vorladung vor Gericht wahrzunehmen. Ein Mitglied der Anti Terrorism Police Unit (APTU), der Antiterroreinheit der kenianischen Polizei, hat sich gegenüber der deutschen Journalistin Johanna Braun bezichtigt, Abubakar Shariff Ahmed extralegal getötet zu haben.
Der Mord an Shariff zählt in Kenia zu einer Reihe von bislang nicht aufgeklärten gewaltsamen Todesfällen prominenter muslimischer Prediger, denen nachgesagt wurde, Jugendliche für islamistische und terroristische Ideen zu gewinnen.